# 讷维克昂捷
讷维克昂捷（法語：Neuvic-Entier，法語發音：[nøvik ɑ̃tje]）是法国新阿基坦大区上维埃纳省的一个市镇，属于利摩日区。

## 地理
讷维克昂捷（45°43'18"N, 1°36'41"E）面积39.34 平方千米，位于法国新阿基坦大区上维埃纳省，该省份为法国中西部省份，北起顺时针与安德尔省、克勒兹省、科雷兹省、多爾多涅省、夏朗德省和维埃纳省接壤。
与讷维克昂捷接壤的市镇（或旧市镇、城区）包括：比雅勒夫、拉福雷新堡、埃穆捷、利纳尔、马斯莱翁、罗济耶圣乔治、圣安娜-圣普列斯特。

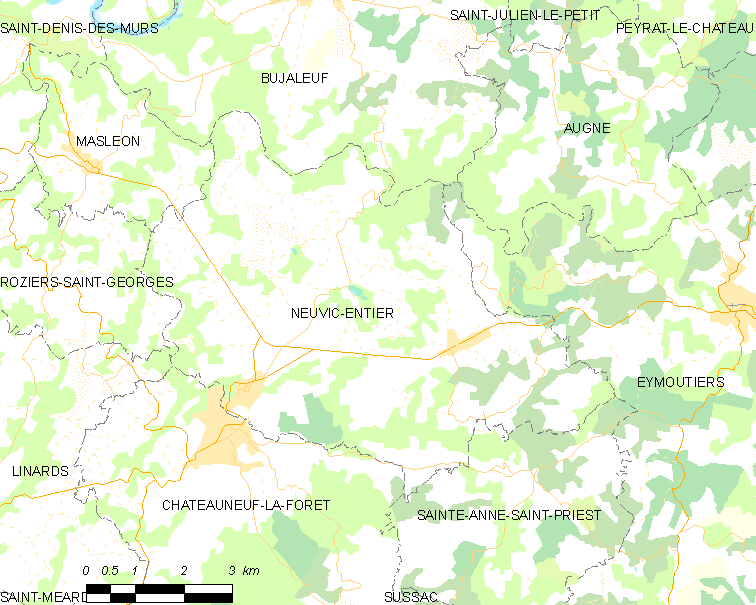
讷维克昂捷的OSM定位图

讷维克昂捷的时区为UTC+01:00、UTC+02:00（夏令时）。

## 行政
讷维克昂捷的邮政编码为87130，INSEE市镇编码为87105。

## 政治
讷维克昂捷所属的省级选区为埃穆捷县。

## 人口

1962-2008年间讷维克昂捷人口变化图示

讷维克昂捷于2022年1月1日时的人口数量为874人。